# 堀部伸子
堀部 伸子（ほりべ のぶこ）は、日本出身の国際公務員。元国際連合人口基金（UNFPA）アジア・太平洋地域事務所所長。

## 人物・経歴
岐阜県岐阜市出身。岐阜県立岐阜高等学校を経て、一橋大学社会学部及び一橋大学経済学部卒業後、デンバー大学ジョセフ・コーベル国際研究大学院修了、国際関係学修士。大学院修了後、バグダッドの都市計画プロジェクトのためイラクに赴任した。
1984年ジュニア・プロフェッショナル・オフィサーとして国際連合開発計画バルバドス事務所に赴任。その後、人口関係に興味があったため、1987年から国際連合人口基金に移り、中国国事務所副所長等を務めた。また、ニューヨークやウィーンの国際連合人口基金本部、国際連合プロジェクトサービス機関本部、国連薬物犯罪事務所本部でも勤務した。
国際連合人口基金ラオス国事務所所長、ニューヨーク本部監査部（Division for Oversight Services）副部長を経て、2008年に分権化のために設立されたアジア・太平洋地域事務所所長に就任。アジア・太平洋地域の各国首脳と会談を重ねるなどし、カイロ人口会議行動計画施行や、国事務所のサポートなどにあたった。2015年退任。